# Дебар, Оливье
Оливье Дебар (фр. Olivier Debarre, род. 24 июля 1959, Париж) — французский математик, специалист в комплексной алгебраической геометрии.

## Биография
Родился в Париже 24 июля 1959 года.
В 1981 году окончил Высшую нормальную школу, а в 1981—1982 обучался в Гарвардском университете у Филиппа Гриффитса. Под руководством двух научных консультантов, один из которых Арно Бовиль, подготовил диссертацию из двух частей, которую защитил в 1987 году.
С 1982 по 1987 год Оливье был научным исследователем в Национальном центре научных исследований (Париж). Затем он переехал в США и был нанят доцентом университета Айовы, где преподавал с 1991 по 1994 год. Вернувшись во Францию в 1995 году, стал профессором Страсбургского университета, в котором работал до 2008 года. С 2008 года преподает как в университете Париж Дидро, так и в Высшей школе нормального образования, где в 2009—2010 годах был деканом факультета.
В свою очередь, с 1997 по 2001 год он был профессором Политехнической школы по совместительству. В 1999 году он был приглашённым профессором в Гарварде, в 2004 году — в Мичиганском университете, в 2007 году — в Национальном университете Тайваня, в 2008 году в Корейском институте перспективных исследований, в 2008 году — в Фуданьском университете (Шанхай), а в 2009 году — в Математическом исследовательском институте в Беркли (Калифорния).

## Научная деятельность
В круг его научных интересов входят проблема Шоттки, теорема Торелли, многообразия Фано и многообразия Прима.
Был редактором Mathematische Zeitschrift с 2005 года, был редактором серии Astérisque Société Mathématique de France в 1999—2009 годах и Annales Scientifiques de l'École Normale Supérieure в 2010–2011 годах.

## Основные труды
- Complex Tori and Abelian Varieties. AMS. 2005. ISBN 9780821831656.
- Higher dimensional algebraic geometry. Springer Verlag, Universitext. 2001. ISBN 9780387952277.
- Debarre, Olivier (1989). "Le théorème de Torelli pour les intersections de trois quadriques". Inventiones Mathematicae. 95 (3): 507–528. doi:10.1007/bf01393887. S2CID 120481990.
- The Schottky Problem: An Update, in Herbert Clemens, János Kollár (editors) Current Topics in Complex Algebraic Geometry, MSRI Publications 28, Cambridge University Press, 1995, 57–64.
- Variétés de Fano. Séminaire Bourbaki No. 827, 1996/97.